# Nothoperanema
Nothoperanema es un género de helechos perteneciente a la familia  Dryopteridaceae. Contiene seis especies.

## Especies
- Nothoperanema diacalpioides
- Nothoperanema giganteum
- Nothoperanema hendersoni
- Nothoperanema rubiginosum
- Nothoperanema shikokianum
- Nothoperanema squamisetum